# 笠松茂
笠松 茂（かさまつ しげる、1947年7月16日 - ）は、三重県熊野市出身の元体操選手。
三重県立木本高等学校、中京大学体育学部卒。大学卒業後、東海テレビ放送に入社。同社が運営する体操クラブチーム「東海テレビレッツ体操クラブ」（現・笠松体操クラブ：長久手市）に所属していた。

## 人物
1972年ミュンヘンオリンピックの体操男子団体金メダリストで、「カサマツ跳び」で知られた。
妻は同じく体操のミュンヘンオリンピック日本代表選手だった羽生和永、同じく体操選手だった笠松昭宏は息子（アナハイム世界体操選手権大会団体銅メダリスト）。
1970年の世界選手権（リュブリャナ）では補欠だったが、その後次第に頭角を現し1972年のミュンヘンオリンピックで個人総合5位、1974年の世界選手権（ヴァルナ）で個人総合優勝して「日本のエース」と呼ばれるようになった。1976年モントリオールオリンピックでも個人総合優勝候補の筆頭にあげられていたが、競技本番直前に盲腸炎（虫垂炎）を発症し無念の欠場となった（補欠の五十嵐久人が代わりに出場した）。残った日本選手団はこの逆境を跳ね返し、団体総合の金メダルを獲得した。
現役引退後は、「東海テレビレッツ体操クラブ」にヘッドコーチとして出向し、1987年に「笠松体操クラブ」として独立移転した。現在は、同クラブの顧問を務めている。
2005年に紫綬褒章を受章、2007年に国際体操殿堂入りを果たした。
過去に「東海テレビ社会人フェローの会」講師を務めていた。

## 成績
- 1972年 ミュンヘンオリンピック（西ドイツ）団体総合金メダル、平行棒銀メダル、ゆか、鉄棒銅メダル、個人総合5位
- 1973年 NHK杯個人総合 優勝
- 1974年 ヴァルナ世界選手権（ブルガリア）団体総合、個人総合、ゆか、跳馬金メダル
- 1975年 NHK杯個人総合 優勝
- 1976年 NHK杯個人総合 優勝
- 1976年 モントリオールオリンピック（カナダ）代表　※欠場、日本は団体総合金メダル
- 1977年 NHK杯個人総合 優勝
- 1977年 全日本選手権 個人総合優勝
- 1977年 中日杯 個人総合優勝
- 1978年 ストラスブール世界選手権（フランス）団体総合、鉄棒金メダル、ゆか銀メダル
- 1979年 FIG体操ワールドカップ東京大会（日本）個人総合銀メダル
- 1979年 フォートワース世界選手権（アメリカ）団体総合銀メダル

## 親族
- 妻：羽生和永（体操選手）[6]
- 息子：笠松昭宏（体操選手）
- 娘